# بیلی گان (کشتی‌گیر)
بیلی گان (انگلیسی: Billy Gunn؛ زادهٔ ۱ نوامبر ۱۹۶۳) کشتی‌گیر کشتی حرفه‌ای اهل ایالات متحده آمریکا است. 
وی همچنین برندهٔ جوایزی همچون تالار شهرت دبلیو دبلیو ای شده‌است.